# 静升村文笔塔
静升村文笔塔位于山西省晋中市灵石县静升镇静升村，是一座圆锥形砖塔，建于清代，塔高26米，形似笔尖，通体无饰。
2003年1月15日，静升村文笔塔公布为晋中市文物保护单位。